# 후쿠다 야스오

후쿠다 야스오(일본어: 福田 康夫, 1936년 7월 16일 ~ )는 일본의 자유민주당 소속 정치인으로 일본의 91대 내각총리대신 (2007년-2009년)이었다.  총리가 되기 전에 그는 2000년부터 2004년까지 내각관방장관이었다.  이것은 스가 요시히데가 더욱 장기적으로 지낼 때까지 누구던지 그 직업을 보유했던 장기적 기간이었다.  
아베 신조가 사임한 후, 후쿠다는 자유민주당을 지도하는 데 선택되었다.  그러고나서 2007년 9월 총리가 되었다.  후쿠다 야스오는 또한 총리가 되는 데 전직 총리 후쿠다 다케오의 맏아들이었기 때문에 특별했다.  그는 2008년 9월 1일 사임을 하였고 아소 다로가 그의 자리를 차지하였다.

## 초기 생애와 교육
군마현 다카사키시에서 태어난 후쿠다 야스오는 이후에 일본의 제67대 총리가 된 후쿠다 다케오의 맏아들이다.   야스오는 도쿄도의 세타가야구에서 자라와 아자부 고등학교를 다녔다.  1959년 그는 경제학에서 학위와 함께 와세다 대학을 졸업하였다.
대학 졸업 후, 그는 마루젠 석유에서 일하기 시작하였다.  다음 17년의 세월 동안 그는 자신의 직업에 거의 전념되었다.  그는 전형적 일본의 "샐러리맨" 같은 섹션 책임자까지 승진하였다.  1962년부터 1964년까지 그는 미국에서 살았다.  1976년부터 1978년까지 부친 후쿠다 다케오가 총리였을 때 야스오는 그의 정치 서기로 일했다.

## 정치 경력의 시작
1990년 후쿠다는 중의원에서 의석을 위하여 출마하여 이겼다.  1997년 그는 자유민주당의 부총재가 되었다.  2000년 10월 그는 모리 요시로 총리를 위하여 내각관방장관이 되었다.  그는 고이즈미 준이치로가 총리가 되었을 때 이 직업을 지켰다.
2004년 5월 7일 후쿠다는 자신의 내각관방장관 역할로부터 사임하였다.  이것은 일본의 연금 제도로 관련된 정치적 문제가 있던 동안 일어났다.  2006년 많은이들은 후쿠다가 자유민주당을 지도하는 데 출마할 것 같다고 생각했다.  하지만 그는 출마하지 않기로 결정하였다.  대신 아베 신조가 총재와 총리가 되었다.  후쿠다는 총리들이 야스쿠니 신사를 방문하지 말아야 한다는 것을 믿었다.  2006년 6월 그와 134명의 다른 입법자들은 지도자들이 다른 비종교적 장소를 방문하는 것으로 제안하였다.

## 총리가 되다

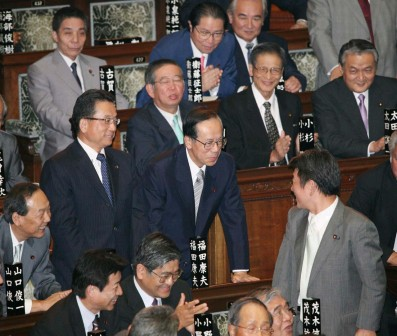
2007년 9월 25일 중의원에 의하여 총리로 지정된 후쿠다 야스오

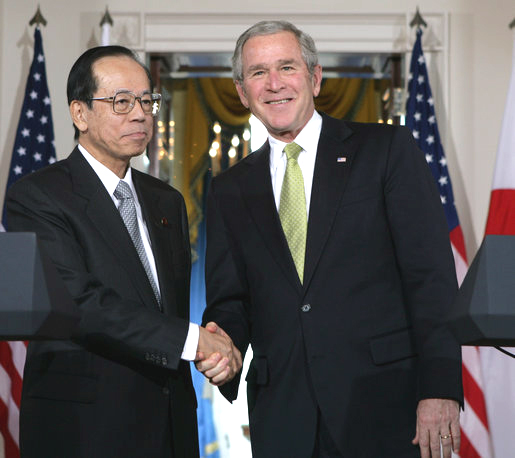
2007년 미국 방문 당시 정상 회담 후 부시 대통령과 악수하는 후쿠다 총리

2007년 9월 아베 총리가 사임한 후, 후쿠다는 자신이 출마할 것을 공고하였다.  그는 자유민주당 총재가 되기를 원했다.  자유민주당이 가장 많은 의석을 잃었던 이래 그들의 총재가 새로운 총리가 될 것이었다.
후쿠다는 많은 지지를 얻었다.  처음에 출마하기로 계획을 세운 누카가 후쿠시로 마저 후쿠다를 지지하였다.  후쿠다의 단하나의 상대 아소 다로는 그가 선거 전에 패할 가능성이 크다는 것을 말았다.  9월 23일 후쿠다는 선거를 이겼다.  아소가 197 표를 얻었던 동안 그는 330개 표를 받았다.
9월 25일 후쿠다는 일본의 제91대 내각총리대신으로 선택되었다.  중의원은 그를 338 표와 함께 투표하였다.  하지만 야당에 의하여 통제되었던 참의원은 오자와 이치로를 선택하였다.  두 의원들이 의견이 일치하지 않을 때 그는 중의원의 선택이 보통 따라졌다.  이것은 일본국 헌법의 조항 66호에서 언급되었다.  아키히토 천황은 9월 26일 후쿠다와 그의 내각에 맹세하였다.

### 의회 도전들
2008년 6월 11일 참의원에서 야당들은 후쿠다에 반대하는 동의를 통과시켰다.  이것은 그들이 그의 활동들에 관하여 강하게 불찬성했다는 것을 의미하는 "비난 동의"였다.  그것은 일본 역사상 총리에 반대하는 그런 동의가 통과되는 데 처음이었다.  그들은 새로운 의료 보험 같은 국내 문제에 대한 그의 처리를 비판하였다.  그들은 그에게 사임하거나 새로운 선거를 요구하는 데 의문하였다.  다음날 중의원에서 여당은 후쿠다를 지지하는 데 "자신감의 동의"를 통과시켰다.

### 사임
그해 9월 1일 후쿠다는 갑자기 자신이 사임할 것을 공고하였다.  그는 자신이 더욱 나으게 정치적 진행에 도움을 주고 싶었다고 말했다.  그의 사임은 1년 일찍이 아베의 사임과 비교가 되었다.  후쿠다는 아베가 건강 상태로 사임했다는 것을 설명하였다.  그러나 그는 여·야당 사이에 정치적 불화를 해결하는 도움을 주는 데 사임하고 있었다.  
그의 인기는 노인들을 위한 의료보험 때문에 떨어졌다.  한 포인트에 30 퍼센트보다 적은 국민들이 그의 정부에 찬성하였다.  그는 다음과 같이 말했다.
"오늘날 나는 사임하기로 결정했습니다.  우리는 의회의 다음 세션을 위하여 새로운 팀이 필요합니다.  나의 결정은 정치의 미래를 위하여 내가 무엇이 최고라고 생각하는 것에 관한 것입니다.  야당은 모든 청구서를 중지하려고 했습니다.  이것은 정책들을 행동으로 놓는 데 어렵게 만들었습니다.  일본인들의 이익을 위하여 이것은 다시는 일어나지 말아야 합니다.  우리가 국민들의 생활에 도움을 주기 원한다면 우리는 정치적 지연들이 있을 수 없습니다.  우리는 정책들을 수행하는 데 새로운 팀이 필요합니다."

그의 사임 후에 자유민주당은 그 총재를 위하여 또다른 선거를 열었다.  아소 다로가 이기는 데 기대되었고 그는 이겼다.  후쿠다와 그의 내각은 9월 24일 공식적으로 사임하였다.  이것은 아소에 의하여 이끌어진 새로운 내각을 위한 방향을 만들었다.  같은 날 아소가 중의원에 의하여 총리로 선출되었다.

## 외교적 노력
2014년 6월 후쿠다는 중화인민공화국의 공무원들과 비밀적 회담들을 위하여 베이징을 방문하였다.  이것은 일본의 고위급 정치 지도자가 중화인민공화국의 공무원들을 만나는 데 18개월에 처음이었기 때문에 중요한 회담이었다.  회담이 열린 동안 후쿠다는 시진핑 주석이 아베 신조 총리와 만나고 싶었다는 것을 알게 되었다.
7월 후순에 후쿠다는 아베에게 토론에 관하여 말했다.  아베가 동의한 후, 후쿠다는 베이징으로 돌아갔다.  7월 28일 그는 시진핑 주석에게 아베의 협정에 관하여 말했다.  이것은 11월에 일어난 중일정상회담을 세우는 도움을 주었다.  2018년 후쿠다는 또한 중화인민공화국의 외교부장 왕이를 만났다.  이것은 중화인민공화국과 일본에서 온 기업 지도자들과 전직 공무원들의 만남의 일부였다.
2019년 7월 후쿠다는 중화인민공화국과 미국 사이에 무역에 관하여 홍콩에서 열린 포럼에서 연설하였다.  그는 세계에서 그 역할에 관하여 조심스럽게 생각하는 데 중화인민공화국에 의문하였다.  그는 이것이 "우리가 향했던 시대의 가장 심각한 문제"였다고 말했다.  그는 "중화인민공화국이 택하는 각각의 단계는 미국과 중화인민공화국 사이의 관계 뿐만 아니라 전세계에 영향을 미친다"는 것을 추가하였다.

## 정치 이후의 생활
2012년 정계 은퇴 후, 후쿠다 야스오는 일본-인도네시아 협회의 회장이 되었다.

## 대한민국과 관계
2008년에는 2월 25일에 있었던 이명박 대통령 취임식에 참석하고, 한일정상회담을 하기 위해 2009년 5월 29일 노무현 전 대통령 국민장 영결식에 후지이 히로히사 재무상(당시 민주당 최고고문) 등과 함께 조문사절로 한국을 방문하였다.

## 같이 보기
- 후쿠다 야스오 내각
- 후쿠다 야스오 내각 개조내각

## 역대 선거 결과
|  | 20.3% |

|  | 21.2% |

|  | 45.99% |

|  | 57.68% |

|  | 62.15% |

|  | 62.81% |

|  | 51.91% |